# Esacontaedro pentagonale
In geometria solida l'esacontaedro pentagonale è uno dei tredici solidi di Catalan.

## Proprietà
L'esacontaedro pentagonale è un poliedro chirale: non è cioè equivalente alla sua immagine riflessa.

## Poliedro duale
Il poliedro duale dell'esacontaedro pentagonale è il dodecaedro simo.

## Altri poliedri
Alcuni vertici dell'esacontaedro pentagonale sono anche vertici dell'icosaedro regolare.